# Dreaming of Me
«Dreaming of Me» (в переводе с англ. — «Фантазирую о себе») — песня британской группы Depeche Mode, их дебютный сингл. Записан в Blackwing Studios, вышел 20 февраля 1981 года в Великобритании. В США оригинального коммерческого релиза не было.

## О песне
Были выпущены две версии песни — с постепенно затухающим окончанием (англ. fade-out), и без этого эффекта (англ. cold end). Версия «cold end» находится на европейском CD-переиздании альбома Speak & Spell 1988 года, в то время как американская версия Speak & Spell (как и все сборники синглов, содержащие эту песню) содержит версию «fade-out». Переиздание Speak & Spell 2006 года (во всех регионах) также содержит версию «cold end».
Сторону «Б» занимает песня «Ice Machine», которая также представлена в версиях с затуханием и без него. Переиздания на компакт-дисках 1988 и 2006 годов (в них эта песня добавлена в качестве бонусного трека) используют версию без затухания окончания. Живая версия «Ice Machine» (записанная во время тура в поддержку альбома Some Great Reward) доступна на версии 12" сингла 1984 года «Blasphemous Rumours».
Из-за низких показателей в чартах (№ 57 в UK Singles Chart), «Dreaming of Me» не была включена в трек-лист альбома Speak & Spell, но позже появилась в британском переиздании на CD в качестве бонус-трека. В американской версии альбома песня «Dreaming of Me» заменила другую, «I Sometimes Wish I Was Dead». В переиздании Speak & Spell 2006 года «Dreaming of Me» была вставлена в конец трек-листа, после всех треков оригинальной британской версии.
Спустя 30 лет после того, как сингл вышел в Великобритании, был проведён флешмоб, целью которого было продвижение «Dreaming of Me» обратно в чарты. Смысл акции состоял в онлайн-закачке песни. Акция имела успех только в Германии.

## Списки композиций
Слова и музыка всех песен — написаны Винсом Кларком.
| №  | Название         | Длительность |
| -- | ---------------- | ------------ |
| 1. | «Dreaming of Me» | 3:46         |

| №  | Название      | Длительность |
| -- | ------------- | ------------ |
| 2. | «Ice Machine» | 3:54         |

| №  | Название         | Длительность |
| -- | ---------------- | ------------ |
| 1. | «Dreaming of Me» | 3:45         |
| 2. | «Ice Machine»    | 3:54         |